# 11400 Раша
11400 Раша (11400 Raša) — астероїд головного поясу, відкритий 15 січня 1999 року.
Тіссеранів параметр щодо Юпітера — 3,696.
Названо на честь річки Раша у Хорватії.